# Младен Марковић
Младен Марковић рођен је 1975. године у Зворнику. Ожењен је и отац је двоје дјеце. Дјетињство је провео у Милићима, гдје је завршио основну и нижу музичку школу. школу.Деведесете године бива примљен у војну школу коју започиње у Загребу гдје га 1991.затиче рат на просторима Словеније и Хрватске. Због ратних дејстава школа се измјешта у Крушевац, гдје наставља и завршава Техничку Средњу Војну Школу. 1994. га, као младог подофицира, дочекује рат у БиХ гдје као професионално војно лице ступа у редове Војске Републике Српске. Радни вијек је провео као војно лице на многим дужностима широм Републике Српске и Босне и Херцеговине. Свој војнички живот започео је 1990. године и тренутно је припадник Оружаних снага Босне и Херцеговине, на служби у Сарајеву.

### Књиге
- "Међа", 2023.
- "Поглед кроз курје очи", 2024.